# Jannik Steimle
Jannik Steimle (* 4. dubna 1996) je německý profesionální silniční cyklista jezdící za UCI ProTeam Q36.5 Pro Cycling Team.

## Kariéra
V srpnu 2019 se Steimle připojil k UCI WorldTeamu Deceuninck–Quick-Step jako stážista. V září téhož roku pak bylo oznámeno, že Steimle podepsal dvouletý kontrakt s UCI WorldTeamem Deceuninck–Quick-Step od roku 2020. O 2 dny později získal své první profesionální vítězství za tento tým, když vyhrál jednodenní závod Kampioenschap van Vlaanderen po sólo útoku 10 km před cílem. V říjnu 2020 byl Steimle jmenován na startovní listině Vuelty a España 2020.

## Hlavní výsledky
2016
vítěz Croatia–Slovenia
2018
Kreiz Breizh Elites
 vítěz vrchařské soutěže
vítěz 2. etapy
Paříž–Arras Tour
3. místo celkově
 vítěz soutěže mladých jezdců
Okolo jižních Čech
4. místo celkově
 vítěz vrchařské soutěže
vítěz 5. etapy
5. místo GP Izola
Flèche du Sud
6. místo celkově
 vítěz vrchařské soutěže
8. místo Rund um Köln
2019
Oberösterreich Rundfahrt
 celkový vítěz
vítěz 1. etapy
vítěz Kampioenschap van Vlaanderen
Kolem Rakouska
vítěz prologu a 5. etapy
Flèche du Sud
vítěz 4. etapy
CCC Tour–Grody Piastowskie
3. místo celkově
vítěz etapy 1a (ITT)
5. místo International Rhodes Grand Prix
2020
Okolo Slovenska
 celkový vítěz
vítěz etapy 1b (ITT)
2021
Okolo Slovenska
2. místo celkově
vítěz 2. etapy
2022
Národní šampionát
2. místo časovka
10. místo Nokere Koerse
2023
Mistrovství světa
 3. místo smíšená týmová štafeta
Mistrovství Evropy
 3. místo smíšená týmová štafeta
Národní šampionát
4. místo silniční závod
5. místo časovka
2024
Národní šampionát
4. místo časovka
vítěz Grand Prix de Denain

### Výsledky na Grand Tours
| Grand Tour      | 2020 | 2021 | 2022 | 2023 |
| --------------- | ---- | ---- | ---- | ---- |
| Giro d'Italia   | —    | —    | —    | —    |
| Tour de France  | —    | —    | —    | —    |
| Vuelta a España | 83   | —    | —    | —    |

| —   | Nezúčastnil se |
| DNF | Nedokončil     |